# Троян (Россия)
Троян (Троянь) — посёлок в Жирятинском районе Брянской области, в составе Воробейнского сельского поселения. 
 Расположен в 2,5 км к западу от села Рубча. Население — 2 человека (2010).

## История
Возник в конце XIX века, входил в Кульневскую волость. До Великой Отечественной войны преобладало украинское население.
До 1961 года входил в Рубчанский сельсовет; в 1961—2005 гг. — в Кульневском сельсовете.
| Годы      | 1897 | 1926 | 1979 | 1989 | 2002 | 2010 |
| --------- | ---- | ---- | ---- | ---- | ---- | ---- |
| Население | 6    | 41   | 38   | 8    | 3    | 2    |